# Janet Gray Hayes
Janet Gray Hayes (Rushville, 12 luglio 1926 – Saratoga, 21 aprile 2014) è stata una politica statunitense.

## Biografia
Dopo aver frequentato l'Università di Chicago, completò i suoi studi all'Università dell'Indiana.
Nel 1956 si trasferì a San Jose, in California, dove il marito svolgeva la professione di medico.
Membro del Partito Democratico, nel 1971 venne eletta consigliere comunale di San Jose e poco dopo il primo cittadino Norman Mineta la scelse come vicesindaco.
Nel 1975 venne eletta sindaco della città: oltre ad essere la prima donna a ricoprire questo incarico a San Jose, fu la prima donna a divenire sindaco di una grande città negli Stati Uniti d'America.
Nel 1979 venne rieletta per un secondo mandato ma nel 1983, quando finì la legislatura, si ritirò a vita privata.
Morì nel 2014 all'età di 87 anni a causa di un infarto.